# Nomad - In cammino con Bruce Chatwin
Nomad - In cammino con Bruce Chatwin (Nomad: In the Footsteps of Bruce Chatwin) è un film documentario del 2019, scritto e diretto da Werner Herzog.

## Trama
Il film è diviso in otto capitoli in cui Herzog viaggia alla volta della Patagonia, delle Black Mountains in Galles e dell'Outback, dove incontra gli amici (lui stesso ne era tale) di Bruce Chatwin e altre persone che fanno luce sulla vita e sull'arte del rinomato scrittore di viaggi britannico morto nel 1989.
1. "La pelle del brontosauro"
Herzog visita Punta Arenas, il monumento naturale Cueva del Milodón e il Seno Última Esperanza in Patagonia. Incontra Karin Eberhard, la pronipote dell'esploratore Hermann Eberhard, che scoprì il bradipo gigante il quale svolge un ruolo significativo nel primo libro di Chatwin In Patagonia, e il paleoantropologo Richard Leakey.
2. "Paesaggi dell'anima"
H. visita Avebury e Silbury Hill nel Wiltshire vicino al Marlborough College (scuola di Chatwin). Parla con la vedova di Chatwin, Elizabeth, a Llanthony Priory. Menziona il suo film del 1968 Segni di vita. Incontra l'antropologa australiana Petronella Vaarzon-Morel e visita Coober Pedy nell'Australia Meridionale. Spiega che entrambi (lui e Chatwin) condividevano il fascino per gli aborigeni australiani e che si incontrarono per la prima volta mentre lui stava girando Dove sognano le formiche verdi e C. stava facendo ricerche per Le vie dei canti.
3. "Songs and Songlines"
Viaggia nell'Australia centrale dove incontra un certo numero di australiani, inclusi anziani aborigeni. Discute dell'antropologo Ted Strehlow e del suo libro Songs of Central Australia con Shaun Angeles Penange dello Strehlow Research Centre, prima di visitare Hermannsburg nel Territorio del Nord.
4. The Nomadic Alternative
Discute del libro incompiuto di Chatwin The Nomadic Alternative con il suo biografo Nicholas Shakespeare. Discute dei cacciatori-raccoglitori della Patagonia, mostrando fotografie d'epoca del popolo Selk'nam e dell'arte rupestre nella Cueva de las Manos lungo il Pinturas. Discute del suo documentario Wodaabe - I pastori del sole.
5. "Viaggio alla fine del mondo"
Attraversa il Canal de Beagle e trova uno scavo archeologico sull'Isla Navarino, quindi visita Puerto Williams. Parla con Elizabeth e Nicholas Chatwin di Bruce come narratore e imitatore. Legge dal saggio di Chatwin Werner Herzog in Ghana.
6. "Lo zaino di Chatwin"
Parla dello zaino di Chatwin e di come esso sia arrivato a svolgere un ruolo nella sua vita col film Grido di pietra, che definisce un "omaggio a Bruce Chatwin". Rivela come Chatwin abbia apprezzato il film Fitzcarraldo e il libro Sentieri nel ghiaccio.
7. Cobra Verde
Parla della visita di Chatwin sul set di Cobra Verde.
8. "Il libro è chiuso"
Parla della sessualità, del matrimonio, della conversione e della mortalità di Chatwin.

## Produzione
Il film è stato commissionato da Mark Bell della BBC Arts per celebrare i 30 anni dalla morte di Chatwin.
Oltre che nelle località menzionate nella trama, le riprese del film si sono svolte anche in Antartide e in Siberia.

## Distribuzione
La première mondiale del film ha avuto luogo il 28 aprile 2019 al Tribeca Film Festival.
Nel Regno Unito, il film è stato trasmesso su BBC Two il 21 settembre 2019.
In Italia, dopo essere stato presentato in selezione ufficiale alla quattordicesima edizione della Festa del Cinema di Roma il 17 ottobre 2019 (e in Proiezioni Speciali al Trento Film Festival dell'anno successivo), il film è uscito nelle sale cinematografiche il 19 ottobre 2020 con una distribuzione limitata ai seguenti due giorni.

## Riconoscimenti
- 2019
  - Festival Internacional de Cine de Gijón: candidatura al Grand Prix Asturias per il miglior film